# グラーツ市電550形電車
グラーツ市電550形電車（グラーツしでん550がたでんしゃ）は、かつてオーストリア・グラーツの路面電車であるグラーツ市電に在籍していた電車。ドイツのヴッパータール市電から譲渡された車両で、1980年代から1990年代にかけて営業運転に用いられた。

## 概要
オーストリアの都市・グラーツの路面電車であるグラーツ市電では長期に渡って2軸車（200形）が主力車両として使用されていたが、老朽化が進行した事に加え、車内が木製だった事を始めとした安全上の問題がオーストリア運輸省から指摘され、1980年代までに旅客運用から撤退させるよう勧告が下された。だが、当時グラーツ市電を運営していた事業者には2軸車を全て置き換える分の車両を発注するための予算が無く、新型車両の導入と並行して他都市からの中古車両を譲受し置き換えを実施する事となった。同時期、ドイツのヴッパータールに路線網を有していたヴッパータール市電は路線の廃止が段階的に進められており、その過程で車両に余剰が生じていた。そこでこれらの車両を譲受する事が決定し、1984年以降順次グラーツ市電の営業運転に投入された。これが550形である。
550形は元はヴッパータール市電向けにデュッセルドルフ車両製造（→デュワグ）で製造された電車（デュワグカー）であったが、そのうち5両は1960年の製造当初から片運転台式、8軸の台車を有する3車体連接車（GT8）であった一方、16両については1952年から1955年に片運転台式のボギー車として製造された後、1958年から1963年にかけて3車体連接車へ改造された経歴を有していた。この2種類の3車体連接車は前面形状の違いで区別することが可能であった。

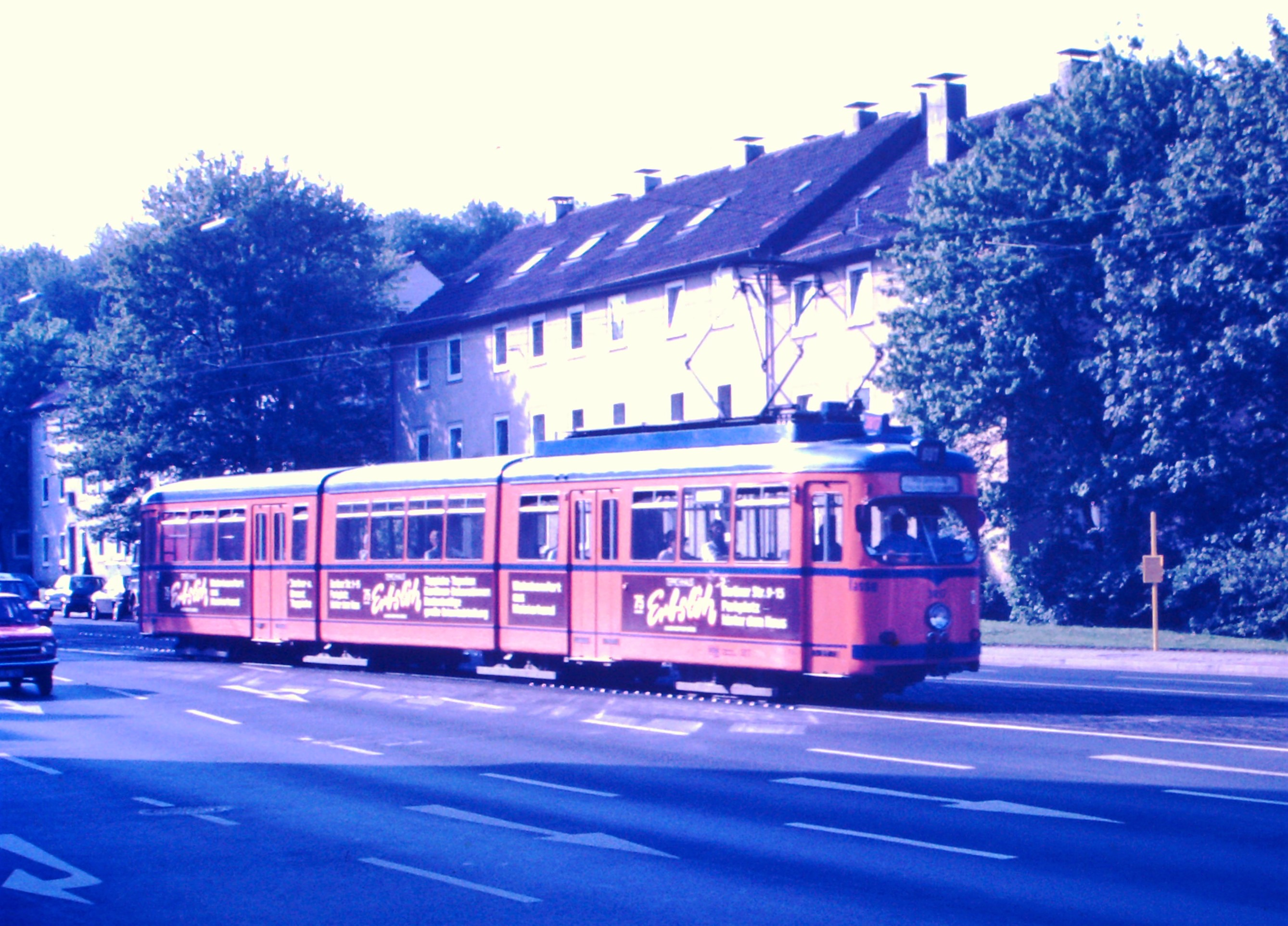
ヴッパータール市電時代の車両（製造時から連接車だった車両） （1987年撮影）

前述の通り、ヴッパータールから輸送されグラーツに到着した車両は1984年11月から1988年9月にかけて順次営業運転に投入され、同時期に新造された600形と共に2軸車を置き換えた。だが、全21両（551 - 571）のうち1両（561）については輸送時の事故により損傷した事から営業運転には投入されず、部品取りに用いられた。また、554についても1986年に起きた事故に伴い同年に廃車された。
それ以外の19両については以降もグラーツ市電の主力車両として使用され、定員数の多さから利用客からも好評であったが、譲渡時点で一番古い車両は製造から30年以上が経過しており、老朽化を起因とした故障や事故が相次ぐようになった。それを受け、1989年以降置き換え用としてデュースブルク市電で余剰となった車両（520形）が合計17両譲渡された。その結果550形は1993年11月以降順次廃車され、1997年5月30日をもって営業運転を終了した。この最終日の列車に用いられた566については引退後もグラーツ路面電車博物館に保存されている。一方、廃車された車両のうち、4両の中間車体については2車体連接車の260形を3車体連接車（580形）へ改造する際に用いられた他、600形に低床車体を挿入する改造を実施した際に550形の台車が流用されている。

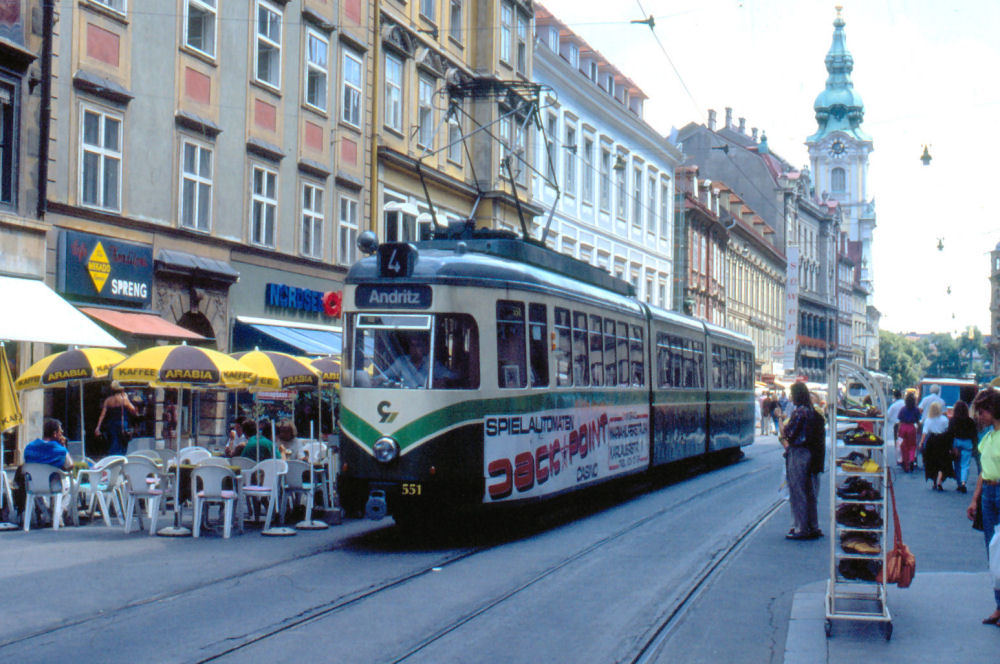
551（ボギー車を改造した車両） （1990年撮影）
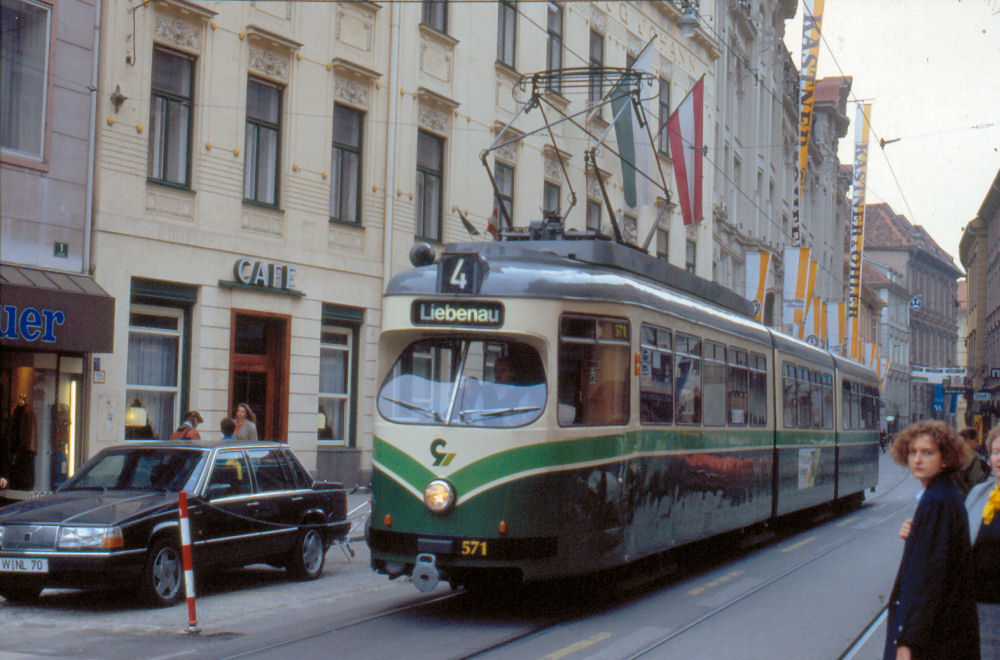
571（製造時から連接車だった車両） （1990年撮影）
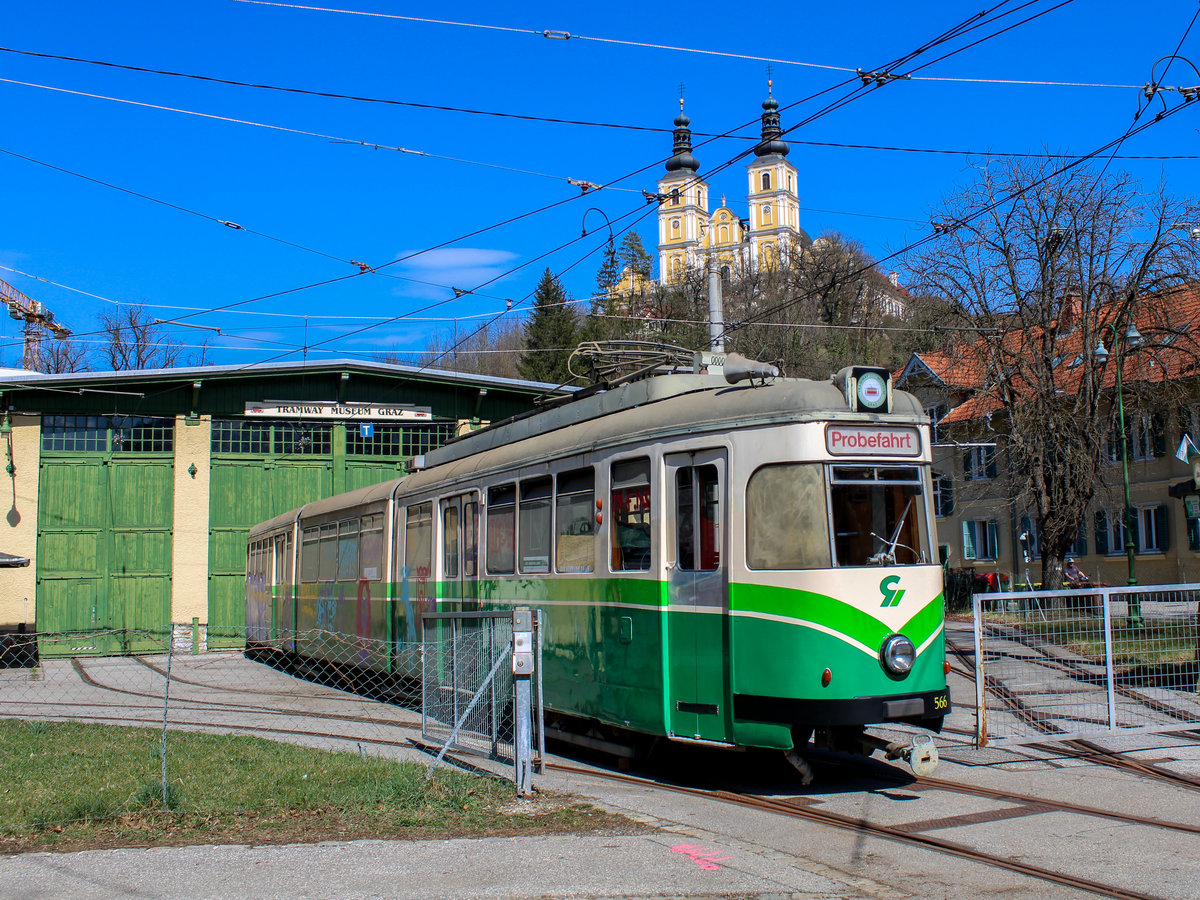
556（ボギー車を改造した車両）は博物館で保存されている （2021年撮影）

## その他
ヴッパータール市電からの譲渡車両には、550形として営業運転に投入された3車体連接車（GT8）以外に、台車を有した前後車体が中間の台車がないフローティング車体を挟み込む編成を有する両運転台の3車体連接車（GT4）が存在した。全8両のうちグラーツ市電には4両が譲渡されたが、車両の状態の悪さが起因となり試運転が実施されたのみで営業運転には投入されず、全車とも1990年までに解体された。